# Rui (Name)
Rui ist ein überwiegend männlicher Vorname.

## Herkunft und Bedeutung

### Portugiesischer Name
Der portugiesische Name Rui bzw. Ruy entstand im Mittelalter aus der Variante Roi bzw. Roy, die eine Kurzform von Rodrigo darstellt. Es ist jedoch nicht bewiesen, dass „Ruy“ als Verkleinerungsform von „Rodrigo“ entstanden ist, da die Umwandlung nicht einem einfachen Verkleinerungsmuster wie bei anderen Namen folgt. Der Name „Ruy“ (oder „Rui“ im modernen Portugiesisch) ist seit dem 12. Jahrhundert historisch belegt und wurde unabhängig von „Rodrigo“ verwendet. Er findet sich in mittelalterlichen Akten und Dokumenten von Adligen sowohl in Galicien als auch in Portugal, wo er bis heute verwendet wird. Die Beliebtheit im Galicisch-Portugiesischen deutet eher auf eine eigenständige Verwendung als auf die spekulative Ableitung von „Rodrigo“ hin. Im „Livro de Linhagens“ (Stammbuch) aus dem 13. Jahrhundert tauchen zum Beispiel Namen wie „Ruy“ und „Rodrigo“ auf, allerdings nicht als Varianten voneinander.
Es ist anzunehmen, dass es einen unabhängigen, vorromanischen Ursprung hat, der mit anderen sprachlichen Wurzeln zusammenhängt, einschließlich keltischer Einflüsse wie dem gälischen Wort rot (rua/ruadh/ruy/rhudd/rudh/ruz), das mit „Rory“ (gälisch Ruaidhrí – roter König) verwandt ist. Diese Etymologie des Namens würde bedeuten, dass der Name in seinem Ursprung „rot“ bedeutet.

### Chinesischer Name
In China ist Rui ein geschlechtsneutraler Vorname mit der Bedeutung „einfühlsam“, „intelligent“.

### Japanischer Name
Der japanische Name Rui bedeutet „Zuneigung“ oder „Juwel des Lebens“.

## Verbreitung
In China ist der Name Rui für Männer und Frauen weit verbreitet.
Auch in Portugal ist Rui – jedoch als rein männlicher Vorname – sehr populär, obwohl seine Beliebtheit zuletzt leicht sank. Im Jahr 2019 belegte Rui Rang 65 der Hitliste. In Brasilien war der Name in erster Linie in den 1950er Jahren beliebt. Mittlerweile wird er nur noch selten vergeben.

## Namensträger

### Portugiesischer Name
- Rui Abreu (1961–1982), portugiesischer Schwimmer
- Rui Águas (Fußballspieler) (* 1960), portugiesischer Fußballspieler und -trainer
- Rui Maria de Araújo (* 1964), osttimoresischer Politiker
- Rui Bandeira (* 1973), portugiesischer Pop- und Schlagersänger
- Rui Barros (* 1965), portugiesischer Fußballspieler und -trainer
- Rui Costa (Fußballspieler) (* 1972), portugiesischer Fußballspieler
- Rui Costa (Radsportler) (* 1986), portugiesischer Radrennfahrer
- Rui Duarte (* 1980), portugiesischer Fußballspieler
- Rui Faria (* 1975), portugiesischer Fußballtrainer
- Rui Ferreira (Pokerspieler) (* 1992), portugiesischer Pokerspieler
- Rui Jordão (1952–2019), portugiesischer Fußballspieler
- Rui Jorge (* 1973), portugiesischer Fußballspieler
- Rui Knopfli (1932–1997), mosambikanischer Schriftsteller und Poet
- Rui Lavarinhas (* 1971), portugiesischer Radrennfahrer
- Rui Machado (* 1984), portugiesischer Tennisspieler
- Rui Marques (Menschenrechtsaktivist) (* 1963), portugiesischer Menschenrechtsaktivist und Unternehmer
- Rui Marques (Fußballspieler) (* 1977), angolanischer Fußballspieler
- Rui Nogar (1935–1993), mosambikanischer Schriftsteller
- Rui de Noronha (1909–1943), mosambikanischer Dichter
- Rui Patrício (* 1988), portugiesischer Fußballspieler
- Rui Pereira (* 1956), portugiesischer Politiker und Richter
- Rui Santos (Bogenschütze) (* 1967), portugiesischer Bogenschütze
- Rui Silva (Leichtathlet) (Rui Manuel Monteiro da Silva; * 1977), portugiesischer Leichtathlet
- Rui Pedro Silva (* 1981), portugiesischer Leichtathlet
- Rui Silva (Handballspieler) (Rui Sousa Martins da Silva; * 1993), portugiesischer Handballspieler
- Rui Silva (Fußballspieler, 1994) (Rui Tiago Dantas da Silva; * 1994), portugiesischer Fußballtorwart
- Rui Pedro Silva (* 1981), portugiesischer Langstreckenläufer
- Rui Sousa (* 1976), portugiesischer Radrennfahrer
- Rui Tavares (* 1972), portugiesischer Politiker
- Rui Veloso (* 1957), portugiesischer Sänger, Komponist und Gitarrist

### Chinesischer Name
- Rui Cao (* 1986), französisch-chinesischer Pokerspieler
- Cao Rui (205–239), chinesischer Herrscher
- Cheng Rui (* 1979), chinesischer Badmintonspieler
- Hai Rui (1514–1587), chinesischer Beamter
- Huang Rui (* 1952), chinesischer Künstler
- Li Rui (Politiker) (1917–2019), chinesischer Politiker
- Liu Rui (* 1982), chinesischer Curler
- Sun Rui (Eishockeyspielerin) (* 1982), chinesische Eishockeyspielerin und -trainerin

### Japanischer Name
- Rui Hachimura (* 1998), japanischer Basketballspieler

### Familienname
- Rui Chenggang (* 1977), chinesischer Fernsehjournalist
- Manuel Rui (* 1941), angolanischer Dichter und Schriftsteller
- Mário Rui (* 1991), portugiesischer Fußballspieler
- Rui Naiwei (* 1963), chinesische Go-Spielerin
- Renato Rui (* 1979), brasilianischer Handballspieler